# Pivovar Steiger
Pivovar Steiger – słowacki browar, mający siedzibę w miejscowości Vyhne. Reklamuje się jako pierwszy słowacki browar, trzeci pod względem produkcji w kraju.

## Historia
Według tradycji pierwszy browar założyli joannici w roku w 1473 roku – piwo warzone było dla najbliższej okolicy, ale także dla kupców, wędrujących przez dolinę Hronu. Pierwsza wzmianka w źródłach pochodzi z 1524 roku – od XVI wieku zakład przechodzi w ręce miasta Bańska Bystrzyca, które wynajmuje je kolejnym dzierżawcom.
W XVIII wieku zapotrzebowanie na piwo było tak duże, że w 1767 roku rozpoczęto budowę nowego i większego browaru według projektu architekta Jozefa Birchera. W 1769 browar rozpoczął produkcję pod okiem doświadczonego browarnika Jána Tesáka.
Pod koniec XIX wieku browar znacznie podupadł (przyczynił się do tego m.in. pożar) – miasto Bańska Szczawnica przestało się nim interesować i w 1893 roku zdecydowało się go sprzedać – nowym właścicielem został Karol Kachelmann, który w 1895 wybudował nowy zakład, a stare zabudowania browarne wraz z dawnymi budynkami klasztornymi przeznaczone zostały na słodownię. Węgierska encyklopedia z 1903 roku podaje, że pracowało tam wówczas 30 osób, a zdolności produkcyjne to 15 tys. hektolitrów/rok.
W styczniu 1928 roku browar kupuje Slovenská banka i tworzy spółkę Slovenský pivovar a sladovňa Vyhne. Rozwój został spowolniony z końcem 1938 r. po pierwszym arbitrażu wiedeńskim, kiedy rynek zbytu na południowej Słowacji został odcięty granicą i przyłączony do Węgier. Mimo to w latach wojennych produkcja dochodziła do 65 tys. hektolitrów. Po wybuchu w dniu 29 sierpnia 1944 r. słowackiego powstania narodowego przerwano pracę, niektórzy z członków załogi przyłączyli się do powstańców. Po zajęciu wsi przez wojska niemieckie aresztowano część pracowników, a kilka osób, wśród nich dyrektor Jaroslav Raiman, zostało zamordowanych. Produkcję piwa wznowiono w grudniu 1944 roku, ale na krótko, gdyż po przejściu frontu browar był kompletnie zdewastowany, brakowało też odpowiednich surowców do warzenia piwa. Po koniecznych naprawach ponowne rozpoczęcie działalności nastąpiło we wrześniu 1945 roku.
W 1948 browar znacjonalizowano pod nazwą Stredoslovenské pivovary a sladovne, národný podnik. W kolejnych dekadach nazwa, jak i przynależność organizacyjna zmieniała się wielokrotnie: w 1958 roku Pohronské pivovary, národný podnik, do 1960 roku Pivovary a sladovne národný podnik, Bratislava, przez kolejne trzy lata Stredoslovenské pivovary, národný podnik, Martin, závod Vyhne, wreszcie w 1963 roku ustalono nazwę, która przetrwała kolejne trzydzieści lat – Stredoslovenské pivovary a sódovkárne, národný podnik, Martin, závod Vyhne. W okresie komunizmu wielokrotnie wzrosła produkcja (dzięki otwarciu w 1958 roku nowej warzelni) do 280–300 tys. hektolitrów.
Po powstaniu niepodległej Słowacji browar sprywatyzowano – właścicielem została firma Hell z Bańskiej Bystrzycy, a dwa lata później jeden z udziałowców firmy Eduard Rada, który nadał browarowi swoje imię. W 2004 zakład gruntownie zmodernizowano, w 2006 większość udziałów w browarze kupiła angielska spółka Endemit. Mniejszościowym akcjonariuszem została morawska grupa PMS Přerov, której powierzono nadzór nad produkcją. W kwietniu oficjalnie przyjęto nową nazwę Pivovar STEIGER a.s., od głównej marki piwa.
Produkcja w 2008 roku wyniosła 157 tys. hektolitrów, co stanowiło 6% udziału w słowackim rynku, zdominowanym przez browary Hurbanovo i Šariš.

## Produkty
Marki napojów wytwarzane w browarze:
- Steiger,
- Steiger Radler,
- Stein,
- Sitňan,
- Kachelmann,
- Kola-loka – napój bezalkoholowy.

Marki licencyjne:
- Zubr,
- Holba,
- Litovel,
- Litovel Maestro.